# Gladys Anderson Emerson
Gladys Ludwina Anderson Emerson (Caldwell (Kansas), 1 de julio de 1903 – Santa Mónica (California), 18 de enero de 1984) fue una historiadora, bioquímica y nutricionista estadounidense que investigó el papel de las vitaminas en el cuerpo. Fue la primera persona para aislar la vitamina E en forma pura y ganó la Medalla Garvan–Olin en 1952.

## Formación
Gladys Anderson nació el 1 de julio de 1903, en Caldwell (Kansas). Era la hija única de Otis y Louise (Williams) Anderson. Asistió a la escuela primaria en Fort Worth y al instituto en El Reno (Oklahoma). Se graduó  en química, física e inglés en el Oklahoma College for Women (que posteriormente se denominaría University of Science and Arts of Oklahoma).  En 1926 obtuvo un máster en Historia y Economía en la Universidad de Stanford.
Fue jefe de departamento en un instituto de media, donde impartía las asignaturas de Geografía e Historia,  tras lo cual aceptó un puesto en la Universidad de California en Berkeley en el campo de la bioquímica y la nutrición. Completó su doctorado en bioquímica y nutrición animal en Berkeley en 1932. En ese mismo año se casó su colega, el doctor Oliver Huddleston Emerson. Inmediatamente, ambos fueron aceptados como investigadores postdoctorales en la Universidad de Gotinga, en Alemania, donde Anderson Emerson trabajó con Adolf Otto Reinhold Windaus y Adolph Butenandt, ganadores del premio Nobel.

## Carrera como investigadora
De 1933 a 1942 fue investigadora asociada en el Instituto de Biología Experimental en la Universidad de California en Berkeley, donde trabajó con Herbert McLean Evans. Herbert Evans había identificado y nombrado la vitamina E en 1922. Sin embargo fue Gladys Emerson la primera persona en aislarla, obteniendo alfatocoferol del aceite de germen de trigo.  En 1940, ella y su marido divorciaron.
En 1942, pasó a trabajar para Merck como investigadora en plantilla, puesto en el que permaneció catorce años, llegando a ser jefe del departamento de nutrición animal. Trabajó con monos rhesus en el estudio del complejo vitamínico B.  En Merck identificó el papel de la retención de B6 en el desarrollo de arteriosclerosis. De 1950 a 1953, trabajó en el Instituto Sloan-Kettering, investigando la relación entre dieta y cáncer.
En 1956, se incorporó como profesora de nutrición al College of Letters and Sciences de la Universidad de California en Los Ángeles.  En 1961,  pasó a la división de ciencias de la nutrición en la Escuela de Salud Pública de la misma universidad, de la que fue vicepresidente de 1962 a 1970. En 1969, el presidente Nixon la nombró vicepresidente del Panel sobre la Provisión de Alimentos en lo que Afecta el Consumidor. En 1970,  sirvió como un experto ante la FDA respecto de vitaminas, suplementos minerales y aditivos alimentarios. Falleció el 18 de enero de 1984 en Santa Mónica y fue enterrada cerca sus padres en El Reno, Oklahoma el 24 de enero de 1984.